# 5 cm KwK 39
El 5 cm KwK 39 L/60 (5 cm Kampfwagenkanone 39 L/60) fue un cañón de tanque alemán utilizado durante la Segunda Guerra Mundial normalmente como el armamento principal de los modelos tardíos del Panzerkampfwagen III a partir de 1941. Se comenzó su producción cuando los tanques soviéticos T-34 y KV-1, ambos fuertemente blindados, eran cada vez más frecuentes en el Frente del Este. Se mostró solo parcialmente eficaz contra estos blindados, por lo que posteriormente fue reemplazado por el cañón de 7,5 cm KwK 40 L/43.
También fue montado en el vehículo blindado de reconocimiento SdKfz 234/2 Puma.

## Historia
Fue desarrollado como una variante del cañón antitanque remolcado 5 cm PaK 38. En el Panzer III, reemplazó al cañón de 5 cm KwK 38 con 42 calibres de longitud (L/42) y una menor velocidad de salida. Aun así, el cañón de 5 cm KwK 39 con un cañón más largo, mayor velocidad de salida y mejor penetración no fue suficiente contra los nuevos tanques soviéticos T-34 y KV-1. Por lo tanto, a medida que avanzaba la guerra, el Panzer III no era efectivo en su rol de tanque medio al momento de enfrentarse a tanques enemigos. Es por esto que se encontró una nueva función para este tanque. En el Panzer III, se descontinuó el uso del 5 cm KwK 39 a favor del 7,5 cm KwK 37 L/24 de mayor calibre y menor velocidad de salida, el cual disparaba proyectiles de alto poder explosivo (HE) y alto poder explosivo antitanque (HEAT) con mayor efectividad. Proyectiles HE de tipo obús con cargas explosivas y esquirlas eran bastante efectivos contra infantería enemiga, nidos de ametralladora y cañones remolcados en el campo de batalla. Por otra parte, los proyectiles HEAT de la época eran poco fiables en su labor antitanque. Eran útiles contra fortificaciones sólidas y eran bastante competentes contra objetivos blindados. Así fueron utilizados contra tanques enemigos principalmente en situaciones de emergencia. Con estos cambios, el Panzer III con el 7,5 cm KwK se volvió un tanque de apoyo de infantería en sus modelos de producción tardíos, mientras que el nuevo y mucho más efectivo 7,5 cm KwK 40 L/43 fue montado en el Panzer IV Ausf. F2 (y el L/48 de mayor longitud y velocidad de salida en modelos posteriores) para combatir la serie de tanques KV y T-34.

## Munición
A continuación se muestra el rendimiento promedio de penetración al disparar contra láminas de blindaje homogéneo laminado con una inclinación de 30°.
PzGr (AP)
- Peso del proyectil: 2,06 kg
- Velocidad de salida: 835 m/s

| 100 m | 500 m | 1000 m | 1500 m | 2000 m |
| 67 mm | 57 mm | 44 mm  | 34 mm  |        |

PzGr. 39 (APCBC)
- Peso de proyectil: 2,06 kg
- Velocidad de salida: 835 m/s

| 100 m | 500 m | 1000 m | 1500 m | 2000 m |
| 69 mm | 59 mm | 48 mm  | 37 mm  |        |

PzGr. 40 (APCR)
- Peso del proyectil: 0,9 kg
- Velocidad de salida: 1,180 m/s

| 100 m  | 500 m | 1000 m | 1500 m | 2000 m |
| 130 mm | 72 mm | 38 mm  |        |        |

PzGr. 40/1 (APCR)
- Peso del proyectil: 1,06 kg
- Velocidad de morro: 1,130 m/s

| 100 m  | 500 m | 1000 m | 1500 m | 2000 m |
| 116 mm | 76 mm |        |        |        |

5 cm Sprgr.Patr.38 (HE)
- Peso del proyectil: 1,82 kg
- Velocidad de salida: 550 m/s

- Sin datos de penetración
| 5.0 cm KwK 39 L/60 | Pzgr. 39 APCBC | 835 m/s   | 96  | 79  | 62 | 49 | 38 |
| 5.0 cm KwK 39 L/60 | Pzgr. 40 APCR  | 1,180 m/s | 149 | 108 | 72 | 48 | 32 |

## Vehículos en los cuales fue montado
- Panzerkampfwagen III (Sd. Kfz. 141/1) desde la versión Ausf. J hasta la M (producción en serie). Varios modelos anteriores fueron re-equipados con este cañón.
- SdKfz 234/2 Schwerer Panzerspähwagen "Puma"

## Versión aérea
Bordkanone 5 - Cañón automático pesado

### Armas de función comparable, rendimiento y era
- Ordnance QF 2-pounder: cañón de tanque británico equivalente
- Cañón antitanque M1937 (53-K) 45 mm: cañón de tanque soviético equivalente
- 37 mm M3: cañón de tanque estadounidense equivalente